# Margherita II di Fiandra
Margherita delle Fiandre, o di Hainaut o di Costantinopoli (Valenciennes, 2 giugno 1202 – Gand, 10 febbraio 1280), fu contessa delle Fiandre dal 1244 al 1278 e contessa di Hainaut (Margherita I) dal 1244 al 1253 e di nuovo dal 1257 alla morte.

## Origine
Margherita, secondo la Genealogica Comitum Flandriæ Bertiniana, Continuatio Marchianensis era la figlia secondogenita del Conte delle Fiandre, Conte di Hainaut, ed anche primo imperatore dell'impero latino di Costantinopoli, Baldovino delle Fiandre o di Hainaut e di Maria di Champagne, figlia, secondo il Gisleberti Chronicon Hanoniense, del conte di Champagne e di Brie, Enrico I e di Maria di Francia, che, secondo la Chronica Albrici Monachi Trium Fontium era la figlia primogenita del re di Francia, Luigi VII e della duchessa d'Aquitania e Guascogna e contessa di Poitiers, Eleonora.
Baldovino delle Fiandre o di Hainaut, sia secondo il Gisleberti Chronicon Hanoniense, che secondo la Chronica Albrici Monachi Trium Fontium e la Flandria Generosa (Continuatio Bruxellensis), era il figlio maschio primogenito del Conte di Hainaut, Marchese di Namur e Conte di Fiandra, Baldovino V di Hainaut e della Contessa di Fiandra, Margherita d'Alsazia.

## Biografia

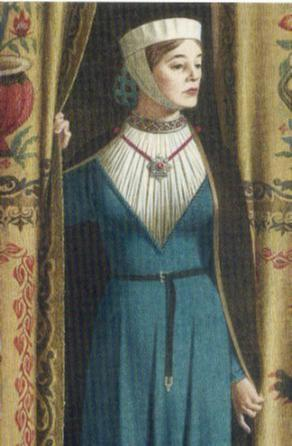
Ritratto di Margherita.

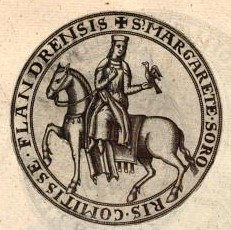
Sigillo di Margherita.

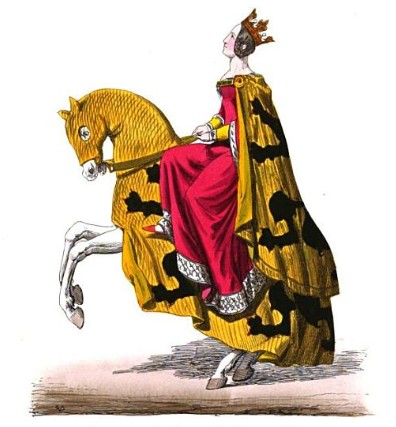
Romantica rappresentazione di Margherita, ispirata da suo sigillo.

Prima ancora della nascita di Margherita, il 23 febbraio 1200, suo padre, Baldovino prese l'impegno di partire per la Terra santa, assieme a suo fratello Enrico e a suo cognato, il conte di Champagne e di Brie, Tebaldo III, a cui fu concordemente assegnato il comando della quarta crociata.
Secondo la Chronica Monasterii Sancti Bertini auctore Iohanne Longo de Ipra, circa due anni dopo, Baldovino partì per la quarta crociata, lasciando nelle Fiandre la figlia primogenita, Giovanna e la moglie Maria incinta di Margherita.

### I primi anni
Dopo la nascita di Margherita II, il 2 giugno 1202, anche la madre, Maria di Champagne, secondo lo storico britannico, noto medievalista e bizantinista, Steven Runciman, all'inizio del 1204 partì alla volta dell'oriente per ricongiungersi al marito, contando di ritornare nelle Fiandre in capo ad un paio di anni; ancora secondo la Chronica Monasterii Sancti Bertini auctore Iohanne Longo de Ipra, la madre, scortata da alcuni nobili e da trecento militi, nel 1203, costeggiò l'oceano Atlantico sino al Marocco, poi raggiunse Marsiglia ed infine arrivo a Tolemaide di Fenicia, dove pensava di trovare il marito e dove morì. Al momento della partenza della contessa Maria, la reggenza delle Fiandre e la custodia delle figlie, Giovanna e Margherita, passò al fratello di Baldovino, Filippo I di Namur, mentre la reggenza di Hainaut passò allo zio Guglielmo di Thy.
Ancora secondo il Runciman, prima di giungere a Costantinopoli, Maria visitò la Palestina, morendo in quello stesso anno a Gerusalemme; mentre la Flandria Generosa (Continuatio Claromariscensis) ci conferma che Maria era giunta via mare ad Acri, dove a seguito di una grave malattia (gravibus macerata egretudinibus), morì. Venne a sapere dell'elezione del marito, ma morì di peste nell'agosto 1204 prima di potersi ricongiungere a lui; infatti, suo padre, dopo la conquista di Costantinopoli, nel mese di aprile, il 9 maggio, 1204 era stato eletto imperatore e poi incoronato il 16 maggio, in Santa Sofia con una cerimonia che seguì strettamente il cerimoniale Bizantino, dove Bonifacio del Monferrato, che aveva conteso il trono imperiale a suo padre, sostenne la corona durante la cerimonia e prestò omaggio al rivale.
Ma nel febbraio 1205 i Greci, che non gradivano che le loro chiese fossero governate da vescovi latini si ribellarono e furono aiutati dallo zar di Bulgaria Kaloyan, la cui proposta di alleanza era stata rifiutata da Baldovino. Ad Adrianopoli, suo padre, Baldovino cadde prigioniero dello Zar Kaloyan.

Per qualche tempo il destino di suo padre rimase incerto e per più di un anno non si fu certi della sua mortefino alla metà di luglio 1206. La conferma della morte di Baldovino in prigionia fu data da alcuni cavalieri Franchi, tratti in salvo a Stenimaco. A Baldovino succedette sul trono imperiale il fratello Enrico, mentre nelle Fiandre l'altro fratello Filippo di Namur mantenne la carica di reggente accordandosi col re di Francia, Filippo II Augusto ed entrambe le figlie di Baldovino, Giovanna e Margherita, verso il 1208, furono condotte a Parigi per essere educate. Durante la permanenza in Francia, probabilmente per influenza della futura Regina di Francia, Bianca di Castiglia, entrambe le sorelle entrarono in contatto con i monaci dell'Ordine cistercense.

### I due contrastati matrimoni

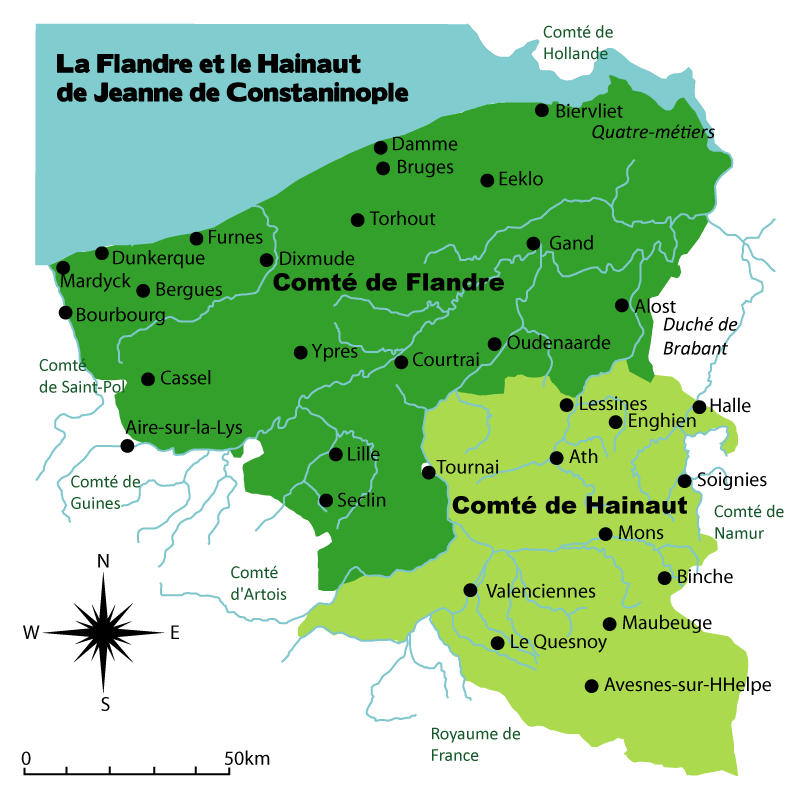
Le Contee delle Fiandre e di Hainaut al tempo di Giovanna I e Margherita.

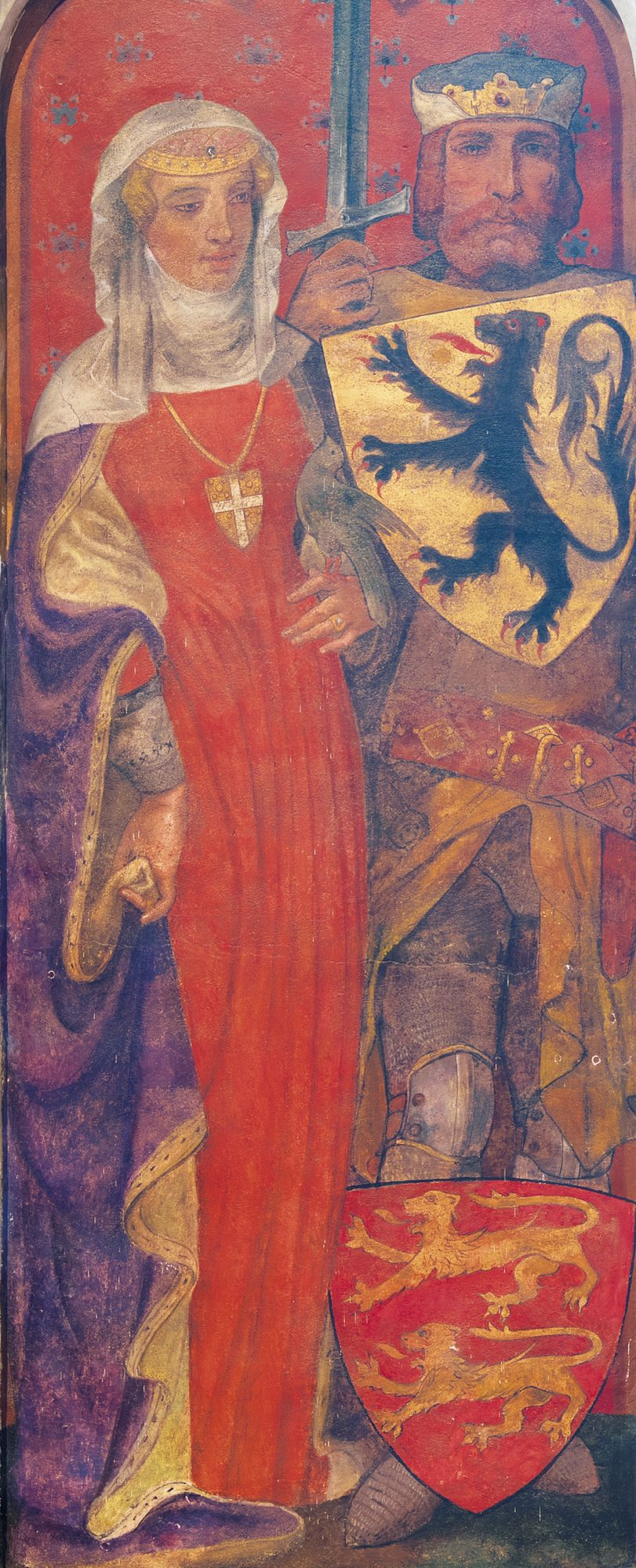
Margherita col secondo marito Guglielmo II di Damperre.

Nel 1212, all'età di dieci anni, Margherita venne maritata a Burcardo (1182-1244), dei signori di Avesnes, di vent'anni più vecchio di lei e membro eminente della nobiltà dell'Hainaut, che aveva intrapreso la vita religiosa: era diacono, come ci viene confermato dalla Chronica Monasterii Sancti Bertini auctore Iohanne Longo de Ipra; il matrimonio viene confermato anche dal monaco benedettino inglese, cronista della storia inglese, Matteo di Parigi, che ci informa che era stato tenuto segreto. Nello stesso anno la sorella Giovanna si era sposata con Ferdinando del Portogallo, ed aveva preso possesso delle contee delle Fiandre e di Hainaut. In un primo tempo il matrimonio fu accettato dal Papa Innocenzo III, ma, a seguito della sconfitta alla Battaglia di Bouvines, inflitta all'Imperatore e ai suoi sostenitori, fra cui Burcardo, il pontefice si convinse a pronunciarsi dichiarando nulle le nozze. Margherita e il marito vennero scomunicati e si rifugiarono in Lussemburgo, continuando a vivere insieme.
In quello stesso periodo le due sorelle ebbero un aspro litigio circa la divisione della loro eredità, tanto che Giovanna tentò di far annullare il matrimonio fra Margherita e Burcardo; il problema si protrasse per alcuni anni sino a che Margherita divorziò da Burcardo d'Avesnes: nel 1219 Burcardo venne catturato e portato a Gand; venne rilasciato nel 1221 solo dopo che Margherita ebbe acconsentito all'annullamento del matrimonio. Brucando, secondo Matteo di Parigi, andò a perorare la sua causa a Roma, ma Margherita, nel frattempo aveva cambiato parere e decise di lasciarlo.
Mentre Brucando a Roma perorava la sua causa, secondo Matteo di Parigi, Margherita tratteneva rapporti segreti con il signore di Dampierre, Guglielmo II e nell 1223, con l'approvazione della sorella, Giovanna, sposò Guglielmo II di Dampierre, figlio di Guy II di Dampierre e Matilde I di Borbone; il matrimonio viene confermato anche dal Iohannis de Thilrode Chronicon; quest'unione creò un certo scandalo per i vincoli di consanguineità che li legavano (la nonna materna di Guglielmo era Maria di Champagne o di Blois, sorella del nonno di Margherita, Enrico I di Champagne. La disputa sulla liceità o meno delle sue due nozze si protrasse per decenni e nel 1244, sfociò nella Guerra di successione delle Fiandre e dell'Hainaut che andò avanti, con qualche interruzione, fino al 1254; comunque i figli avuti da Burcardo erano ritenuti illegittimi dalla chiesa, mentre erano legittimi per l'imperatore, Federico II.

### La contessa

Antico blasone degli Hairnaut

Sua sorella Giovanna morì nel 1244 a Marquette: il 5 dicembre, secondo il Necrologio Sanctæ Waldetrudis e fu sepolta a Marquette, come confermano gli Annales Blandinienses, accanto al suo primo marito, Ferdinando del Portogallo. A Giovanna, come contessa di Fiandre e Hainaut, sempre secondo gli Annales Blandinienses, succedette la sorella minore, Margherita (Margherita II, nelle Fiandre e Margherita I, nell'Hainaut); siccome i figli nati dai suoi due matrimoni questionavano circa i loro diritti inerenti l'eredità materna (gli Avesnes erano stati generati prima, ma considerati illegittimi dalla chiesa e anche dalla madre, mentre i Dampierre, generati dopo erano considerati legittimi), nella disputa intervenne, nel 1246, il re di Francia, Luigi IX il Santo, che decise che i possedimenti dell'Hainaut sarebbero stati ereditati dai figli Avesnes e le Fiandre dai figli Dampierre.
Nel 1246, Margherita, che era sia contessa delle Fiandre che di Hainaut e che odiava il figlio maggiore, Giovanni d'Avesnes, genero (nel 1246 aveva sposato Adelaide d'Olanda) e alleato di Guglielmo II, aveva offerto al fratello del re di Francia, Luigi IX, il conte di Provenza, Carlo I d'Angiò, la contea di Hainaut e la tutela delle Fiandre per conto della Casa dei Dampierre, in quanto il figlio, Guglielmo, era stato associato a lei nella conduzione della contea delle Fiandre, come conferma il Necrologio Sanctæ Waldetrudis. Il primogenito di Margherita, Giovanni d'Avesnes, non era soddisfatto dell'accordo e convinse il cognato, Guglielmo II d'Olanda, eletto re di Germania, nel 1247 (voluto dal papa in contrapposizione a Corrado IV di Svevia), a mettere sotto assedio l'Hainaut e quella parte delle Fiandre (Namur e la Zelanda) che erano soggette all'Impero, spingendo Margherita e Carlo d'Angiò ad allearsi con Corrado IV di Svevia. Quel che ne seguì fu una guerra civile che vide alla fine gli Avesnes vincenti e i Dampierre sconfitti; nel 1252, Guglielmo II d'Olanda confiscò i feudi imperiali di Margherita e li consegnò a Giovanni d'Avesnes; secondo il The Formation of the German College of Electors in the mid-Thirteenth Century (non consultato), Guido di Dampierre (che nel 1251 era succeduto al fratello, Guglielmo, morto senza discendenza, come conte di Fiandra), nel 1253 invase l'Olanda e occupò l'isola di Walcheren, in Zelanda, ma Fiorenzo, il cognato di Giovanni d'Avesnes, lo affrontò e, nel mese di luglio, lo sconfisse a Westkappel, catturando la flotta fiamminga e facendo numerosi prigionieri, tra cui Guido di Dampierre e suo fratello Giovanni (come ci viene confermato dagli Annales Parchenses), che vennero imprigionati e rilasciati solo nel 1256, dopo la morte di Guglielmo II d'Olanda. Infatti, dopo aver condotto una campagna vittoriosa contro Margherita, all'inizio del 1256, Guglielmo si apprestò a sottomettere i Frisoni che si erano ribellati. Durante le operazioni, nei pressi di Hoogwoud, attraversando uno specchio d'acqua ghiacciato, il suo cavallo spezzò la crosta di ghiaccio, ed egli cadde nell'acqua gelata. Fu così catturato dai Frisoni, che lo uccisero; allora intervenne nuovamente Luigi IX, che, con un nuovo trattato, nel 1256, attribuì L'Hainaut a Giovanni d'Avesnes, mentre gli altri possedimenti, inclusi Namur e la Zelanda, rimasero a Margherita.
Il conflitto - complice il nuovo intervento di Luigi IX - ebbe termine anche per la morte del figlio primogenito di Margherita, Giovanni d'Avesnes, nel dicembre 1257.
Nel 1263, Margherita ottenne ufficialmente l'assegnazione del marchesato di Namur, acquistato dal figlio Guido dall'imperatore latino di Costantinopoli, Baldovino II,.
Nel 1263, Margherita concedette il diritto di commercio nelle Fiandre a due città che avevano dato vita alla Lega anseatica: Lubecca Amburgo, aprendo così le Fiandre al commercio con la Lega
Margherita governò le Fiandre ed il marchesato di Namur, fino al 1278, anno in cui abdicò a favore del figlio di secondo letto, Guido, mentre rimase titolare dell'Hainaut fino alla morte, nel febbraio 1280, a cui succedette il legittimo erede, il nipote, Giovanni I, figlio di Giovanni d'Avesnes; Margherita, secondo il Necrologio Sanctæ Waldetrudis, morì il 10 febbraio.

## I figli
Dal primo marito Bouchard d'Avesnes, Margherita ebbe tre figli:
- Baudouin (1217-1219), citato da Matteo di Parigi, che non lo nomina[20]
- Giovanni d'Avesnes[32] (1218-1257), conte di Hainaut dal 1246 alla morte
- Baldovino d'Avesnes[32] (settembre 1219-10 aprile 1295), signore di Beaumont

Con il secondo marito Guglielmo di Dampierre, Margherita invece ebbe cinque figli:
- Guglielmo[32], conte delle Fiandre (Guglielmo II), assieme alla madre (1224-6 giugno 1251), la morte è ricordata dal Necrologio Sanctæ Waldetrudis[27]
- Guido[32], conte delle Fiandre (1226-1305)
- Giovanni[32], signore di Dampierre e Visconte di Troyes (ca. 1230-1258)
- Giovanna (1225-1245 o 1246), che sposò, in prime nozze, Ugo III conte di Rethel, ed in seconde nozze, il Conte di Bar, di Mousson, Teobaldo II, come ci conferma il Iohannis de Thilrode Chronicon[25]
- Maria (ca. 1230-1302), che divenne suora, come ci conferma il Iohannis de Thilrode Chronicon[25]

## Ascendenza
|                               |                         |                      | Genitori                 |  |  | Nonni |  |  | Bisnonni                |  |  | Trisnonni                |  |
|                               |                         |                      |                          |  |  |       |  |  | Baldovino IV di Hainaut |  |  | Baldovino III di Hainaut |  |
|                               |                         |                      |                          |  |  |       |  |  | Baldovino IV di Hainaut |  |  | Baldovino III di Hainaut |  |
|                               |                         | Iolanda di Gheldria  |                          |  |  |       |  |  | Baldovino IV di Hainaut |  |  |                          |  |
| Baldovino V di Hainaut        |                         |                      |                          |  |  |       |  |  | Baldovino IV di Hainaut |  |  |                          |  |
|                               |                         | Alice di Namur       | Goffredo I di Namur      |  |  |       |  |  |                         |  |  |                          |  |
|                               |                         | Alice di Namur       | Goffredo I di Namur      |  |  |       |  |  |                         |  |  |                          |  |
|                               |                         | Alice di Namur       | Ermesinde di Lussemburgo |  |  |       |  |  |                         |  |  |                          |  |
| Baldovino I di Costantinopoli |                         | Alice di Namur       |                          |  |  |       |  |  |                         |  |  |                          |  |
|                               |                         | Teodorico di Alsazia | Teodorico II di Lorena   |  |  |       |  |  |                         |  |  |                          |  |
|                               |                         | Teodorico di Alsazia | Teodorico II di Lorena   |  |  |       |  |  |                         |  |  |                          |  |
|                               |                         | Teodorico di Alsazia | Gertrude di Fiandra      |  |  |       |  |  |                         |  |  |                          |  |
| Margherita I di Fiandra       |                         | Teodorico di Alsazia |                          |  |  |       |  |  |                         |  |  |                          |  |
|                               |                         | Sibilla d'Angiò      | Folco V d'Angiò          |  |  |       |  |  |                         |  |  |                          |  |
|                               |                         | Sibilla d'Angiò      | Folco V d'Angiò          |  |  |       |  |  |                         |  |  |                          |  |
|                               |                         | Sibilla d'Angiò      | Eremburga del Maine      |  |  |       |  |  |                         |  |  |                          |  |
| Margherita II di Fiandra      |                         | Sibilla d'Angiò      |                          |  |  |       |  |  |                         |  |  |                          |  |
|                               | Tebaldo II di Champagne | Stefano II di Blois  |                          |  |  |       |  |  |                         |  |  |                          |  |
|                               | Tebaldo II di Champagne | Stefano II di Blois  |                          |  |  |       |  |  |                         |  |  |                          |  |
|                               | Tebaldo II di Champagne | Adele d'Inghilterra  |                          |  |  |       |  |  |                         |  |  |                          |  |
| Enrico I di Champagne         | Tebaldo II di Champagne |                      |                          |  |  |       |  |  |                         |  |  |                          |  |
|                               |                         | Matilde di Carinzia  | Enghelberto II d'Istria  |  |  |       |  |  |                         |  |  |                          |  |
|                               |                         | Matilde di Carinzia  | Enghelberto II d'Istria  |  |  |       |  |  |                         |  |  |                          |  |
|                               |                         | Matilde di Carinzia  | Uta di Passau            |  |  |       |  |  |                         |  |  |                          |  |
| Maria di Champagne            |                         | Matilde di Carinzia  |                          |  |  |       |  |  |                         |  |  |                          |  |
|                               |                         | Luigi VII di Francia | Luigi VI di Francia      |  |  |       |  |  |                         |  |  |                          |  |
|                               |                         | Luigi VII di Francia | Luigi VI di Francia      |  |  |       |  |  |                         |  |  |                          |  |
|                               |                         | Luigi VII di Francia | Adelaide di Savoia       |  |  |       |  |  |                         |  |  |                          |  |
| Maria di Francia              |                         | Luigi VII di Francia |                          |  |  |       |  |  |                         |  |  |                          |  |
|                               |                         | Eleonora d'Aquitania | Guglielmo X di Aquitania |  |  |       |  |  |                         |  |  |                          |  |
|                               |                         | Eleonora d'Aquitania | Guglielmo X di Aquitania |  |  |       |  |  |                         |  |  |                          |  |
|                               |                         | Eleonora d'Aquitania | Aénor di Châtellerault   |  |  |       |  |  |                         |  |  |                          |  |
|                               |                         | Eleonora d'Aquitania |                          |  |  |       |  |  |                         |  |  |                          |  |

### Fonti primarie
- (LA)  Monumenta Germaniae Historica, Scriptores, tomus V.
- (LA)  Monumenta Germaniae Historica, Scriptores, tomus IX.
- (LA)  Monumenta Germaniae Historica, Scriptores, tomus XVI.
- (LA)  Monumenta Germaniae Historica, Scriptores, tomus XXI.
- (LA)  Monumenta Germaniae Historica, Scriptores, tomus XXIII.
- (LA)  Monumenta Germaniae Historica, Scriptores, tomus XXIV.
- (LA)  Monumenta Germaniae Historica, Scriptores, tomus XXV.
- (FR)  Grande chronique de Mathieu de Paris, tomus VIII.

### Letteratura storiografica
- D.M. Nicol, "La quarta crociata e gli imperi greco e latino, 1204 - 1261", cap. XIV, vol. III (L'impero bizantino) della Storia del mondo medievale, 1999, pp. 503–558
- K.M. Setton, "I latini in Grecia e nell'Egeo dalla quarta crociata alla fine del medioevo", cap. XVI, vol. III (L'impero bizantino) della Storia del mondo medievale, 1999, pp. 619–658
- M. Dinic, "I Balcani (1018 - 1499)", cap. XVII, vol. IV (La riforma della chiesa e la lotta tra papi e imperatori') della Storia del mondo medievale, 1999, pp. 596–643
- Austin Lane Poole, "L'interregno in Germania", cap. IV, vol. V (Il trionfo del papato e lo sviluppo comunale) della Storia del mondo medievale, 1999, pp. 128–152
- Frederick Maurice Powicke, "I regni di Filippo Augusto e Luigi VIII di Francia", cap. XIX, vol. V (Il trionfo del papato e lo sviluppo comunale) della Storia del mondo medievale, 1999, pp. 776–828
- Charles Petit-Dutaillis, "Luigi IX il Santo", cap. XX, vol. V (Il trionfo del papato e lo sviluppo comunale) della Storia del mondo medievale, 1999, pp. 729–864
- Henry Pirenne, "I Paesi Bassi", cap. XII, vol. VII (L'autunno del Medioevo e la nascita del mondo moderno) della Storia del Mondo Medievale, 1999, pp. 411–444.